# Богданівська волость (Прилуцький повіт)
Богданівська волость — адміністративно-територіальна одиниця Прилуцького повіту Полтавської губернії з центром у селі Богданівка.
Станом на 1885 рік — складалася з 10 поселень, 15 сільських громад. Населення 7273 — осіб (3629 осіб чоловічої статі та 3644 — жіночої), 1180 дворових господарств.

Найбільші поселення волості станом на 1885:
- Богданівка
- Голубівка
- Дубовий Гай
- Ісківці
- Малківка

Старшинами волості були:
- 1900 року селянин Петро Іванович Кущенко[2];
- 1904 року козак Андрій Ігнатович Ілляшенко[3];
- 1913 роках Артем Іванович Гайдук[4];
- 1915 роках Ігнат Федорович Шульга[5].